# Aphrodisium planicolle
Aphrodisium planicolle là một loài bọ cánh cứng trong họ Cerambycidae.